# Halálozások 1969-ben
Ez a szócikk az 1969-es évben elhunyt nevezetes személyeket sorolja fel.

## December
| Dátum        | Név               | Foglalkozás / tisztség                                                            | Kor | Forrás |
| ------------ | ----------------- | --------------------------------------------------------------------------------- | --- | ------ |
| december 30. | Jiří Trnka        | cseh festő, illusztrátor, bábtervező, rendező                                     | 057 |        |
| december 5.  | Aliz              | battenbergi hercegnő, görög és dán királyi hercegné                               | 084 |        |
| december 2.  | Kliment Vorosilov | orosz nemzetiségű szovjet kommunista politikus, hadvezér, a Szovjetunió marsallja | 088 |        |

## November
| Dátum        | Név                   | Foglalkozás / tisztség                                           | Kor | Forrás |
| ------------ | --------------------- | ---------------------------------------------------------------- | --- | ------ |
| november 18. | Joseph P. Kennedy Sr. | amerikai üzletember, politikus, John F. Kennedy apja             | 081 |        |
| november 12. | Liu Sao-csi           | kínai közgazdász, író, forradalmár, politikus, elnök (1959–1968) | 070 |        |

## Október
| Dátum       | Név                 | Foglalkozás / tisztség                                            | Kor | Forrás |
| ----------- | ------------------- | ----------------------------------------------------------------- | --- | ------ |
| október 28. | Kornyej Csukovszkij | orosz író                                                         | 087 |        |
| október 21. | Jack Kerouac        | amerikai író, költő, a „beatnemzedék” tagja                       | 047 |        |
| október 12. | Sonja Henie         | olimpiai, világ- és Európa-bajnok norvég műkorcsolyázó, színésznő | 057 |        |
| október 4.  | Léon Brillouin      | francia-amerikai fizikus                                          | 080 |        |

## Szeptember
| Dátum         | Név        | Foglalkozás / tisztség                                             | Kor | Forrás |
| ------------- | ---------- | ------------------------------------------------------------------ | --- | ------ |
| szeptember 2. | Ho Si Minh | vietnámi forradalmár, politikus, elnök (1945–1969), miniszterelnök | 079 |        |

## Augusztus
| Dátum         | Név                 | Foglalkozás / tisztség                        | Kor | Forrás |
| ------------- | ------------------- | --------------------------------------------- | --- | ------ |
| augusztus 31. | Rocky Marciano      | amerikai nehézsúlyú ökölvívó                  | 045 |        |
| augusztus 27. | Ivy Compton-Burnett | angol író                                     | 085 |        |
| augusztus 10. | Kodolányi János     | Kossuth-díjas író, újságíró                   | 070 |        |
| augusztus 9.  | Cecil Frank Powell  | Nobel-díjas angol fizikus, a pion felfedezője | 065 |        |
| augusztus 9.  | Sharon Tate         | amerikai színésznő, modell                    | 026 |        |

## Július
| Dátum      | Név            | Foglalkozás / tisztség                                                      | Kor | Forrás |
| ---------- | -------------- | --------------------------------------------------------------------------- | --- | ------ |
| július 23. | Kemény Egon    | kétszeres Erkel Ferenc-díjas zeneszerző                                     | 063 |        |
| július 5.  | Walter Gropius | német építész, a Bauhaus alapítója                                          | 086 |        |
| július 5.  | Leo McCarey    | háromszoros Oscar-díjas amerikai filmrendező, filmproducer, forgatókönyvíró | 070 |        |
| július 3.  | Brian Jones    | angol zenész, gitáros, énekes, a Rolling Stones alapító tagja               | 027 |        |

## Június
| Dátum      | Név              | Foglalkozás / tisztség                                                      | Kor | Forrás |
| ---------- | ---------------- | --------------------------------------------------------------------------- | --- | ------ |
| június 22. | Judy Garland     | Golden Globe-, Tony- és Grammy-díjas amerikai színésznő, énekesnő           | 047 |        |
| június 21. | Maureen Connolly | kilencszeres Grand Slam-győztes amerikai teniszező                          | 034 |        |
| június 14. | Marek Hłasko     | lengyel író, forgatókönyvíró                                                | 035 |        |
| június 5.  | Miles Dempsey    | angol katonatiszt, a brit második hadsereg parancsnoka a II. világháborúban | 072 |        |

## Május
| Dátum    | Név             | Foglalkozás / tisztség                         | Kor | Forrás |
| -------- | --------------- | ---------------------------------------------- | --- | ------ |
| május 2. | Franz von Papen | német katonatiszt, politikus, kancellár (1932) | 089 |        |

## Április
| Dátum | Név | Foglalkozás / tisztség | Kor | Forrás |
| ----- | --- | ---------------------- | --- | ------ |

## Március
| Dátum       | Név                  | Foglalkozás / tisztség                                               | Kor | Forrás |
| ----------- | -------------------- | -------------------------------------------------------------------- | --- | ------ |
| március 30. | Lucien Bianchi       | belga autóversenyző                                                  | 034 |        |
| március 28. | Dwight D. Eisenhower | amerikai tábornok, politikus, az Egyesült Államok elnöke (1953–1961) | 078 |        |
| március 26. | John Kennedy Toole   | amerikai regényíró                                                   | 031 |        |
| március 11. | John Wyndham         | angol tudományos-fantasztikus író                                    | 065 |        |
| március 6.  | Ivan Wallin          | amerikai biológus                                                    | 086 |        |

## Február
| Dátum       | Név                  | Foglalkozás / tisztség       | Kor | Forrás |
| ----------- | -------------------- | ---------------------------- | --- | ------ |
| február 23. | Szaúd                | szaúdi király (1953–1964)    | 067 |        |
| február 13. | Kazimierz Wierzyński | lengyel költő, író           | 074 |        |
| február 2.  | Boris Karloff        | angol színész (Frankenstein) | 081 |        |

## Január
| Dátum      | Név          | Foglalkozás / tisztség                                   | Kor | Forrás |
| ---------- | ------------ | -------------------------------------------------------- | --- | ------ |
| január 29. | Allen Dulles | amerikai jogász, diplomata, a CIA igazgatója (1953–1961) | 075 |        |